# Лючки
Лючки (укр. Лючки) — село в Яблоновской поселковой общине Косовского района Ивано-Франковской области Украины.
Население по переписи 2001 года составляло 548 человек. Занимает площадь 3 км². Почтовый индекс — 78612. Телефонный код — 03478.

## Религия
В селе действует приход ПЦУ и УГКЦ. Настоятель Михаил Драгомерецкий (униат)